# Crackers – Fünf Gauner machen Bruch
Crackers – Fünf Gauner machen Bruch  (Originaltitel: Crackers, Alternativtitel: Pechvögel) ist ein US-amerikanischer Film aus dem Jahre 1984. Regie führte Louis Malle. Es handelt sich um eine Neuverfilmung von Diebe haben’s schwer aus dem Jahr 1958.

## Handlung
Der Film spielt in San Francisco.  Garvey betreibt ein Pfandleihhaus, in dem Weslake angestellt ist. Eines Tages kommt der Straßenmusiker Dillard zusammen mit seinem Freund Ramon in das Geschäft, um eine von Dillard abgegebene Gitarre gegen ein gestohlenes Autoradio zurückzubekommen. Dies lehnte Garvey ab. Dillard  baut daraufhin für Garvey eine Alarmanlage in das Geschäft ein, da er den Beruf des Elektrikers gelernt hat. Sein Hintergedanke ist es allerdings, dass Garvey, der im Laden lebt, so eine Möglichkeit hat, das Pfandleihhaus zu verlassen und die beiden dort einbrechen können, um die Gitarre zu holen. Weslake erfährt von dem Plan und möchte den beiden helfen, indem er gegenüber Garvey Schweigen bewahrt.
Als Garvey diese Gelegenheit nutzt, um seine alte Mutter zu besuchen, brechen Dillard und Ramon mit der Verstärkung Turtles und Boardwalks ein. Zwar kommt Garvey schon früher zurück, da er erfahren hat, dass seine Mutter gestorben ist, aber die Situation löst sich glücklich auf, da er denkt, dass die anderen ihn besuchen wollten, um ihm Gesellschaft zu leisten.

## Kritik
„Wenig originelles Remake der Rififi-Parodie ‚Diebe haben’s schwer‘; bemüht witzig, leidlich unterhaltsam, ohne Tiefgang und charakteristischen Stil.“